# Истерли, Уильям
Уильям Рассел Истерли (англ. William Russell Easterly; род. 7 сентября 1957, Моргантаун, Западная Виргиния) — американский экономист, профессор экономики Нью-Йоркского университета.

## Биография
Уильям родился 7 сентября 1957 года в Моргантаун (Западная Виргиния) в США.
В 1979 году получил степень бакалавра искусств по экономике и математике в Государственном университете в Боулинге Грине. В 1985 году был удостоен докторской степени по экономике в Массачусетском технологическом институте.
Преподавательскую деятельность У. Истерли начал в качестве помощника преподавателя в 1984—1985 годах в Массачусетском технологическом институте. С 2003 года является профессором экономики Нью-Йоркского университета.
У. Истерли работал экономистом в Data Resources Inc. в 1980—1981 годах, научным сотрудником в колледже Мехико в 1983—1984 годах, а в 1983 году работал консультантом правительства Ямайки. В 1985—2001 годах работал во Всемирном банке: в качестве операционного экономиста Западной Африки и в отделе Колумбии в 1985—1987 годах, экономиста Доклада о мировом развитии в 1988 году, старшего советника отдела макроэкономики и роста в 1989—2001 годах. В 2002 году работал в Институте мировой экономики Петерсона и в Центре глобального развития. В 2007—2008 годах был приглашённым преподавателем в Брукингском институте.
У. Истерли был соредактором Journal of Development Economics в 2009—2011 годах, помощником редактора American Economic Journal и Journal of Economic Growth, Journal of Comparative Economics.
В настоящий момент Истерли является членом консультационного совета Центра глобального развития с 2011 года, сотрудником Бюро исследований и экономического анализа развития, научным сотрудником Национального бюро экономических исследований, содиректором научно-исследовательского института развития.

## Вклад в науку
У. Истерли считает, что необходимо, осуществляя помощь развивающимся странам, спрашивать у самих жителей их потребности, а существующие институты рассматривать не как преграду для развития, а как эффективное решение в местных условиях, а соблюдение прав бедных позволяет справляться с бедностью намного лучше, чем любые государственные программы.
В начале 2000-х годов Истерли был последовательным критиком Вашингтонского консенсуса, называл 1980—1990-е годы «потерянными десятилетиями» для экономического развития Латинской Америки и Африки. Однако в статье «In Search of Reforms for Growth: New Stylized Facts on Policy and Growth Outcomes» (2019) он показал, что в XXI веке ситуация изменилась. Во-первых, во многих странах Латинской Америки, а затем и Африки проводимая политика всё больше приближается к рекомендациям Вашингтонского консенсуса. Во-вторых, страны, которые более полно реализовали эти принципы, демонстрируют заметно лучшие экономические результаты.

## Награды
За свои достижения в области экономики был удостоен рядом наград:
- 1989 — грант исследовательского комитета Всемирного банка за работу «Макроэкономика дефицита государственного сектора»,
- 1992 — грант исследовательского комитета Всемирного банка за работу «Как национальная политика влияет на долгосрочный экономический рост?»,
- 1994 — грант исследовательского комитета Всемирного банка за работу «Модели роста»,
- 1996 — грант исследовательского комитета Всемирного банка за работу «Международные измерения школьного обучения и его качества»,
- 1997 — грант исследовательского комитета Всемирного банка за работу «Уникальный набор данных для проверки гипотезы об инфляции и стабилизации»,
- 2001 — грант исследовательского комитета Всемирного банка за работу «Развитие, демократия и государственное принуждение»,
- 2003, 2004, 2005 — грант от Нью-Йоркского университета,
- 2006, 2008, 2013 — грант от фонда Джона Темплтона,
- 2008 — двухлетний грант от фонда Чарльза Г. Коха[англ.],
- 2008 — двухлетний грант от фонда Свободы Серла[англ.],
- 2008 — премия Хайека от Манхэттенского института политических исследований[англ.] за книгу «Бремя белого человека: почему усилия Запада помочь остальным сделали так много плохого и так мало хорошего»,
- 2008 — топ-100 мировых мыслителей по версии журнала Foreign Policy,
- 2009 — премия Хайека от Городского университета Нью-Йорка,
- 2009 — грант от Banco Bilbao Vizcaya Argentaria (BBVA),
- 2010, 2014 — грант от фонда Томсона У. Смита,
- 2011 — шестой из самых почитаемых экономистов до 60 лет от Econ Journal Watch[англ.],
- 2013 — премия Адама Смита от Ассоциации частного образования[англ.],
- 2014 — самый цитируемый исследователь по версии Thomson Reuters.